# まりなす
まりなすは、日本の4人組バーチャルダンス&ボーカルユニット。

## 概要
avexがプロデュースするアイドルユニット。当初は奏天まひろが単独で活動していたが、2018年12月26日に燈舞りん、音葉なほ、鈴鳴すばるの3人が加わり、4人組ユニットとなった。ユニット名はメンバーの名前の頭文字からきている。

## メンバー

### 現在
| 名前           | 生年月日              | 血液型 |
| -------------- | --------------------- | ------ |
| 燈舞りん（）   | 2002年7月31日（22歳） | A型    |
| 鈴鳴すばる（） | 2002年9月17日（22歳） | B型    |

### 過去
| 名前           | 生年月日              | 血液型 |
| -------------- | --------------------- | ------ |
| 奏天まひろ（） | 2002年4月27日（23歳） | A型    |
| 音葉なほ（）   | 2002年12月3日（22歳） | AB型   |

## 来歴
2018年
- 8月16日、「奏天まひろチャンネル」としてYouTubeチャンネル開設。
- 8月17日、奏天まひろが活動開始。
- 12月25日、燈舞りん、音葉なほ、鈴鳴すばるの3人のメンバーが加わり、チャンネル名を「まりなすチャンネル【仮】」へ変更。

2019年
- 12月16日、奏天まひろが活動休止を発表。

2020年
- 3月21日、奏天まひろが活動再開を発表。

2021年
- 3月28日、「まりなす（仮）」を卒業し、ユニット名を「まりなす」に変更。

2022年
- 1月22日、奏天まひろが1月29日をもっての無期限活動休止を発表。
- 11月23日、4周年を迎える同年12月25日をもって、リーダーの奏天まひろが活動の引退を発表。
- 12月25日、4周年記念ライブ「SIGNAL」が機材トラブルの影響により延期。それに伴い奏天まひろの引退も延期。

2023年
- 3月25日、延期となっていた4周年記念ライブ「SIGNAL」を開催。このライブをもって、奏天まひろが活動を引退。
- 6月21日、「まりなす2ndアルバム」にまつわる活動をもって、2代目リーダーの音葉なほが活動の引退を発表。
- 9月30日、「まりなす2ndアルバム」発売記念&音葉なほ引退ライブを開催。このライブをもって、音葉なほが活動を引退。

## 受賞歴
- のとく番〜アイは世界を繋ぐ〜 2019 第1回Vアワード2019 Good Music賞優秀賞受賞（2019年）

## 出演

### イベント
| 開催日         | 公演名                                                                               | 開催場所                         | 出演メンバー     |
| -------------- | ------------------------------------------------------------------------------------ | -------------------------------- | ---------------- |
| 2018年10月20日 | 奏天まひろのベントライブ!                                                            | MAGNET by SHIBUYA109             | 奏天             |
| 2018年11月4日  | バーチャルエンタス                                                                   | 秋葉原エンタス                   | 奏天             |
| 2019年2月16日  | 奏天まひろ 1st VR LIVE 〜VRからこんばんまひ〜                                        | VARK                             | 奏天             |
| 2019年2月16日  | 奏天まひろのVRライブアフターファンミーティング! 〜バレンタインシークッレトメモリー〜 | VARK                             | 奏天             |
| 2019年4月6日   | TUBEOUT! Vol.2                                                                       | 池袋HUMAXシネマズ                |                  |
| 2019年4月18日  | 鈴鳴すばるのばるばる★ばるすーたいむ!                                                 | 秋葉原エンタス                   | 鈴鳴             |
| 2019年4月25日  | 鈴鳴すばるのばるばる★ばるすーたいむ! #2                                              | 秋葉原エンタス                   | 鈴鳴             |
| 2019年4月27日  | 奏天まひろ生誕祭                                                                     | 秋葉原エンタス                   | 奏天             |
| 2019年5月2日   | 鈴鳴すばるのばるばる★ばるすーたいむ!SPECIAL                                          | 秋葉原エンタス                   |                  |
| 2019年5月9日   | 鈴鳴すばるのばるばる★ばるすーたいむ! #4                                              | 秋葉原エンタス                   | 鈴鳴・音葉       |
| 2019年5月16日  | 鈴鳴すばるのばるばる★ばるすーたいむ! #5                                              | 秋葉原エンタス                   | 鈴鳴・燈舞       |
| 2019年5月23日  | 鈴鳴すばるのばるばる★ばるすーたいむ! #6                                              | 秋葉原エンタス                   | 鈴鳴             |
| 2019年5月30日  | 鈴鳴すばるのばるばる★ばるすーたいむ! #7                                              | 秋葉原エンタス                   | 鈴鳴             |
| 2019年6月6日   | 鈴鳴すばるのばるばる★ばるすーたいむ! 歌の日                                          | 秋葉原エンタス                   | 鈴鳴             |
| 2019年6月13日  | 鈴鳴すばるのばるばる★ばるすーたいむ! お話の日                                        | 秋葉原エンタス                   | 鈴鳴             |
| 2019年6月14日  | 第2回アルテマ音楽祭                                                                  | 秋葉原エンタス                   |                  |
| 2019年6月27日  | 圧倒的 Virtual Night                                                                 | 秋葉原エンタス                   | 音葉・鈴鳴       |
| 2019年7月13日  | まりなすパーティ（仮） in VARK                                                       | VARK                             |                  |
| 2019年8月3日   | 第3回ぜんためサマーライブ                                                            | 柳ヶ瀬商店街                     | 鈴鳴             |
| 2019年8月11日  | 音楽的特異点                                                                         | 北沢区民会館                     |                  |
| 2019年8月24日  | Vサマ! DAY1 夜公演                                                                   | VARK                             |                  |
| 2019年9月17日  | 鈴鳴すばるのばるばる★ばるすーたいむ!SS                                               | 秋葉原エンタス                   | 鈴鳴             |
| 2019年9月23日  | DIVE XR FESTIVAL supported by SoftBank                                               | 幕張メッセ                       |                  |
| 2019年10月20日 | りん1stVRライブ                                                                      | SHOWSTAGE                        | 燈舞             |
| 2019年10月27日 | なほとすばるのSPARKING LIVE                                                          | SHOWSTAGE                        | 音葉・鈴鳴       |
| 2019年11月3日  | 鱒TAGE〜まひろとすばるのますてーじ〜                                                 | SHOWSTAGE                        | 奏天・鈴鳴       |
| 2019年11月3日  | 愛鱒TAGE〜まひろとすばるとカミナリアイのあいますてーじ〜                             | SHOWSTAGE                        | 奏天・鈴鳴       |
| 2019年11月9日  | まりなす1stワンマンライブ（V）                                                       | INSPIX                           |                  |
| 2019年11月10日 | まなりずむ!                                                                          | SHOWSTAGE                        | 奏天・燈舞・音葉 |
| 2019年11月17日 | まひクライブ                                                                         | SHOWSTAGE                        | 奏天             |
| 2019年11月24日 | DUAL EMOTION                                                                         | SHOWSTAGE                        | 鈴鳴             |
| 2019年11月29日 | V.V.V.2019アワード授賞フェス「マーメイドシャングリラステージ」                       | SHOWROOM                         | 鈴鳴             |
| 2019年12月14日 | まりなす1stワンマンライブ（R）                                                       | 池袋HUMAXシネマズ 伏見ミリオン座 |                  |
| 2019年12月15日 | ナゴヤVTuberまつり                                                                   | 中京テレビ放送社屋               |                  |
| 2020年12月28日 | Virtual Music Award 2020                                                             | 立川ステージガーデン             |                  |

## ディスコグラフィ

### シングル
| 配信日         | 曲名                                | 規格     |
| -------------- | ----------------------------------- | -------- |
| 2019年7月9日   | WONDERLAND                          | 音楽配信 |
| 2019年7月12日  | JUST IN MY HEART                    | 音楽配信 |
| 2019年10月8日  | ポラリティ                          | 音楽配信 |
| 2019年10月17日 | SPARK×SPARK                         | 音楽配信 |
| 2019年12月1日  | Next world                          | 音楽配信 |
| 2019年12月8日  | 亜空の先へ                          | 音楽配信 |
| 2020年1月1日   | 培訓課程                            | 音楽配信 |
| 2020年2月1日   | dizzy                               | 音楽配信 |
| 2020年3月1日   | Searchlight☆Love                    | 音楽配信 |
| 2020年5月31日  | POLYFULL!                           | 音楽配信 |
| 2021年5月12日  | Shooting my shot!                   | 音楽配信 |
| 2021年5月19日  | My Venus                            | 音楽配信 |
| 2021年5月26日  | ChainGANG                           | 音楽配信 |
| 2021年6月2日   | GiMME! GiVE U!                      | 音楽配信 |
| 2021年6月9日   | CANDY HAPPY LOVE PARADE             | 音楽配信 |
| 2021年6月16日  | INFLATION STARS                     | 音楽配信 |
| 2021年9月18日  | drop                                | 音楽配信 |
| 2021年9月19日  | 凛として、疾走 feat. ヒゲドライバー | 音楽配信 |
| 2021年12月18日 | VuzzVerry                           | 音楽配信 |
| 2021年12月24日 | イーティン!                         | 音楽配信 |
| 2023年8月26日  | ETERNAL ROSE                        | 音楽配信 |
| 2023年9月2日   | HEADSHOT                            | 音楽配信 |
| 2023年9月9日   | ROYAL BLOOD                         | 音楽配信 |
| 2023年9月16日  | 一蓮托生                            | 音楽配信 |
| 2023年9月23日  | ブランニュー!                       | 音楽配信 |

### アルバム
| #   | 発売日        | タイトル  | 規格品番                                                  |
| --- | ------------- | --------- | --------------------------------------------------------- |
| 1st | 2021年7月7日  | SUPERNOVA | AVCD-96717A（まりなす（仮）盤） AVCD-96718A（まりなす盤） |
| 2nd | 2023年9月30日 | MRNS      |                                                           |